# Адам Берестовський
Адам Берестовський[джерело?] (лит. Adomas Bžostovskis; 1722 — 7 серпня 1790) — шляхтич герба Стремено часів Речі Посполитої, державний діяч Великого князівства Литовського, генерал-лейтенант литовського війська Речі Посполитої (з 1748), каштелян Полоцький (1758—1776), староста Вовковиський з 1766 р., Молодковський, Мстибовський, Соколовський і Казунський, директор Віленського передсеймового сеймика 1758 р., прибічник партії Радзивіллів.

## Життєпис
Адам Берестовський представник шляхетського роду Берестовських (у литовській транскрипції Bžostovkis), герба Стремено. 
Молодший син Великого писаря Литовського і каштеляна Мстиславського Костянтина Бенедикта Берестовського і Терези Войно-Ясенецької. Його старший брат — Підскарбій Великолитовський  Михайло Берестовський (1722-1784).
Був старостою Молодковського, Мстибовського, Соколовського і Казунського повітів.
Закінчив Віленський колегіум Піаріїв. 1738 року Адам Берестовський був обраний послом (депутатом) до сейму від Ковенського повіту, а в 1744 р. від Слонімського повіту.
Від 1748 року був призначений генерал-майором кавалерії, пізніше став генерал-лейтенантом від інфантерії. 1758 року став каштеляном Полоцьким і маршалком Трибуналу Великого князівства Литовського. Кавалер Ордену Білого Орла (1758).
7 травня 1764 р. разом із 21 сенаторами Речі Посполитої підписав маніфест Яна Клеменса Браницького проти окупаційної політики росіян. 1766 року — член скарбової комісії Великого князівства Литовського. 1767 року приєднався до Радомської конфедерації та взяв участь у сеймі Репніна, який затвердив угоду з Російською імперією. 23 жовтня 1767 року він увійшов до складу сеймової делегації, обраної під тиском російського агента Миколи Репніна, призначеного для вирішення долі Речі Посполитої. 
Після створення Барської конфедерації організував збройний партизанський рух у Малопольщі та Великопольщі. Після поразки конфедерації емігрував до Саксонії та відійшов від політичної діяльності. 
1773 року повернувся до Російської імперії. На Розділовому сеймі 1775 р. призначений до асесорії Великого князівства Литовського. 1776 року відмовився від посади каштеляна Полоцького.

## Родина
Був одружений на князівні Генавефі Оґінській, доньці воєводи Троцького, князя Юзефа Яна Тадеуша Оґінського та Ганни Вишневецької.
У шлюбі вони мали трьох синів:
- Олександр Берестовський (пом. 1820), староста Вовковиський (1779—1783) та Соколовський (з 1783), останній каштелян Мазовецький (з 1791).
- Михайло Берестовський (пом. 1800), староста Пинський, Оранський та Канявський.
- Франтішек Ксаверій Берестовський.